# Metropolitan Borough of Stockport
Metropolitan Borough of Stockport är ett storstadsdistrikt (kommun) i Greater Manchester i England,  Storbritannien. Distriktet har 297 107 invånare (2022). 
Större orter är Stockport (huvudort), Bramhall, Bredbury, Cheadle, Cheadle Hulme, Hazel Grove, Marple, Reddish och Romiley.

## Politik
Distriktets fullmäktige, Stockport Metropolitan Borough Council, är organiserat enligt "ledare och kabinett"-formen. 